# دستور واتفاقية الاتحاد الدولي للاتصالات
هي معاهدة دولية وقعتها وصدقت عليها جميع دول العالم تقريبًا، و هي الوثيقة التأسيسية للاتحاد الدولي للاتصالات (ITU) ، وكالة متخصصة تابعة للأمم المتحدة. تم إبرام هذه الاتفاقية في 22 ديسمبر 1992 في جنيف- سويسرا ، نجح دستور واتفاقية الاتحاد واستبدلا اتفاقية 1865 الدولية للتلغراف .
اعتبارًا من عام 2016 ، ضمَّ دستور واتفاقية الاتحاد الدولي للاتصالات 193 دولة طرفًا ، بما في ذلك 192 دولة عضو في الأمم المتحدة بالإضافة إلى الكرسي الرسولي. الدول المؤهلة للتصديق على الوثيقة ولكنها غير مؤهلة هي جزر كوك ونيوي وبالاو ودولة فلسطين.

## صياغة ديباجة دستور الاتحاد واتفاقية الاتحاد الدولي للاتصالات
"مع الاعتراف الكامل بالحق السيادي لكل دولة في تنظيم اتصالاتها السلكية واللاسلكية ومراعاة الأهمية المتزايدة للاتصالات السلكية واللاسلكية للحفاظ على السلام والتنمية الاقتصادية والاجتماعية لجميع الدول ، فإن الدول الأطراف في هذا الدستور ، كأداة أساسية للاتحاد الدولي للاتصالات واتفاقية الاتحاد الدولي للاتصالات التي تكملها بهدف تيسير العلاقات السلمية والتعاون الدولي بين الشعوب والتنمية الاقتصادية والاجتماعية عن طريق خدمات اتصالات فعالة ، قد اتفقوا على ما يلي: [تليها صياغة الدستور]

## تنص المادة 4 من الدستور على أدوات الاتحاد الدولي للاتصالات على النحو التالي
- دستور الاتحاد الدولي للاتصالات
- اتفاقية الاتحاد الدولي للاتصالات
- اللوائح الإدارية.

وأحكام الدستور والاتفاقية تكملها كذلك أحكام اللوائح الإدارية. تتألف هذه اللوائح الإدارية من
- لوائح الاتصالات الدولية (ITR) للاتحاد الدولي للاتصالات
- لوائح الراديو للاتحاد الدولي للاتصالات (RR)

وهي ملزمة لجميع الدول الأعضاء في الاتحاد كذلك.